# زیباشهر (مبارکه)
شهر زیباشهر یکی از شهرهای شهرستان مبارکه در استان اصفهان که در سال ۱۳۸۱ از بهم پیوستن سه محله آدرگان، خولنجان و لنج تأسیس گردید.
رودخانه زاینده رود از کنار شهر زیباشهر گذر می‌کند که باعث رونق کشاورزی در این شهر شده است. گندم، جو و برنج (لنجان) جز اصلی محصولات کشاورزی شهر زیباشهر است.
برنج تولیدی در شهر زیباشهر جز خوش عطرترین و خوش طعم‌ترین برنج‌های ایران است. پارک ساحلی لنج از مکان های دیدنی است.
شغل اصلی مردم زیباشهر کار در کارخانه جات است.
تعداد قابل توجهی واحد صنعتی در اطراف شهر زیباشهر واقع گردیده است که می‌توان به شرکت فرآورده‌های نسوز ایران، قند نقش جهان، سیمان سپاهان، چینی زرین ایران، صنایع نظامی هفتم تیر و شهرک صنعتی سه راهی مبارکه اشاره کرد.
همچنین شرکت بزرگ فولاد مبارکه نیز در نزدیکی این شهر واقع شده است.
از معضلات مردم شهرستان مبارکه و شهر زیباشهر می‌توان به آلودگی هوا و خشکسالی زاینده رود اشاره کرد.
مردم زیباشهر به زبان فارسی با گویش محلی صحبت می‌کنند، گویش مردم از لحاظ واژگان مثل لهجه اصفهانی و از لحاظ ادا کردن مثل لهجه دهاقان و مبارکه است.
مردم شهر زیباشهر مسلمان و اهل تشیع هستند.
مراسم سلام نخل یکی از سنت‌های قدیمی عزاداری ماه محرم در شهر زیباشهر است که در فهرست آثار ناملموس کشور به ثبت رسمی رسیده است و همه ساله از جای جای استان برای تماشای این مراسم در روز تاسوعا و عاشورا به شهر زیباشهر می‌آیند.

## موقعیت جغرافیایی
این شهر در ۵ کیلومتری شهر مبارکه (مرکز شهرستان) و در فاصله ۵۰ کیلومتری مرکز استان بوده و راه‌های دسترسی به این شهر از طریق شهر پیربکران و پلیس راه اصفهان-شیراز می‌باشد.

## محله‌های زیباشهر

### آدرگان
کوچک‌ترین روستای ترکیب شده شهر و به عبارتی کوچک‌ترین تقسیم محله ای شهر محسوب می‌گردد که در بخش شمال شرقی شهر و در شمال کانال اصلی آب کشاورزی واقع شده است.

### خولنجان
بزرگ‌ترین محله تشکیل دهنده شهر است که در جنوب کانال آب کشاورزی که با جهت غربی – شرقی شهر را به دو بخش شمالی – جنوبی تقسیم می‌کند واقع شده است. این محله از جنوب به جاده مبارکه –اصفهان و کارخانه نسوز محدود می‌گردد و از بافت متراکم و فشرده‌ای با توجه به کیفیت اراضی کشاورزی اطراف خود برخوردار است. این بخش از شهر توسط خیابان اصلی که در غرب کارخانه نسوز از جاده مبارکه – اصفهان منشعب می‌گردد و تا شمال بافت تداوم می‌یابد به دو قسمت شرقی و غربی تقسیم می‌گردد.

### لنج
از محله خولنجان کوچکتر و از محله آدرگان بزرگتر است بوده و بخش شمال غربی شهر را شامل می‌شود و رودخانه زاینده رود با فاصله نزدیکی از شمال غربی آن می‌گذرد. این محله توسط کانال اصلی آب کشاورزی از محله خولنجان و توسط اراضی کشاورزی از محله ادرگان جدا شده و توسعه بافت آن به صورت خطی و شرقی – غربی می‌باشد.

## آثار تاریخی و تفریحی
از آثار تاریخی زیباشهر می‌توان به:
- برج‌های کبوتر ۱۲ قلو محله لنج
- امام زادگان طلحه و اسحاق
- قلعه شریف‌آباد
- برج کبوتر خولنجان

اشاره کرد.
کوه‌های تاریخی قلعه بزی و خولنجان در نزدیکی زیباشهر واقع شده‌اند.
از مکان‌های تفریحی زیباشهر می‌توان به پارک ساحلی زاینده رود، بوستان ناصر خسرو و پارک شهرداری اشاره کرد.